# Districtul Mae Chaem
Mae Chaem (în thailandeză แม่แจ่ม) este un district (Amphoe) din provincia Chiang Mai, Thailanda, cu o populație de 57.214 locuitori și o suprafață de 2.713,57 km².

## Componență

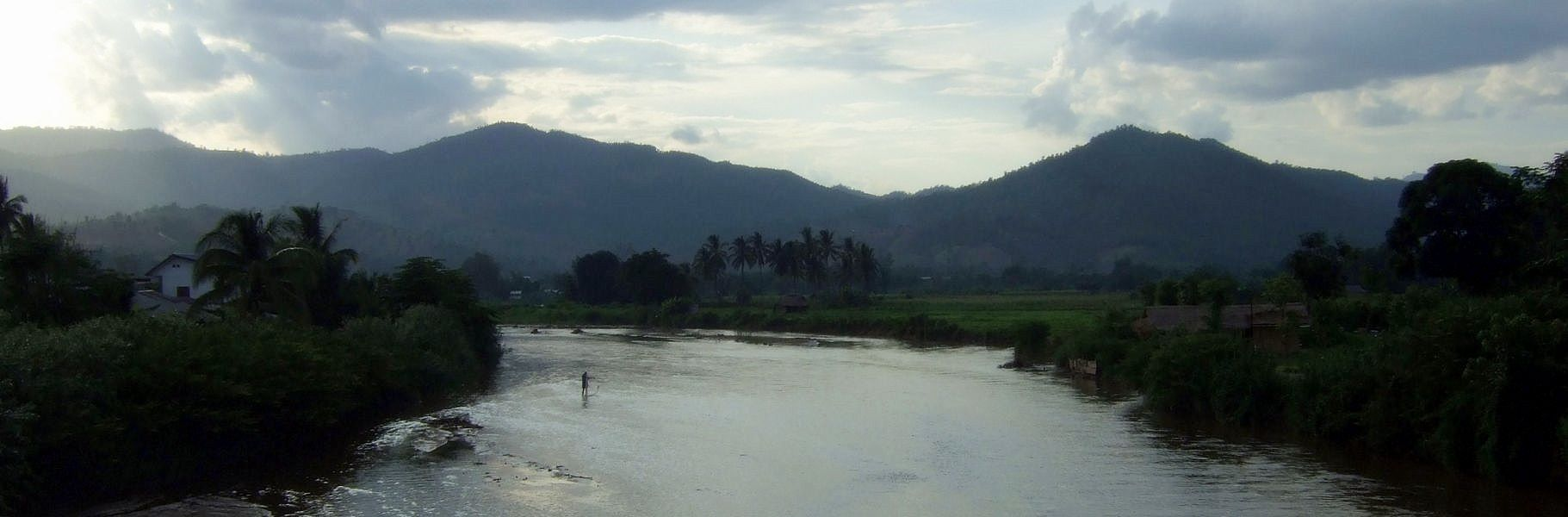
The river going through the town of Mae Chaem

Districtul este subdivizat în seven subdistricte (tambon), care sunt subdivizate în 85 de sate (muban).
| Nr. | Nume         | În thailandeză | Sate | Locuitori |
| --- | ------------ | -------------- | ---- | --------- |
| 01. | Chang Khoeng | ช่างเคิ่ง         | 19   | 11,206    |
| 02. | Tha Pha      | ท่าผา           | 14   | 04,952    |
| 03. | Ban Thap     | บ้านทับ          | 13   | 06,234    |
| 04. | Mae Suek     | แม่ศึก           | 17   | 11,577    |
| 05. | Mae Na Chon  | แม่นาจร         | 19   | 10,184    |
| 07. | Pang Hin Fon | ปางหินฝน        | 14   | 06,856    |
| 08. | Kong Khaek   | กองแขก         | 12   | 06,205    |